# Henrik Hasselgren
Henrik Constantin Hasselgren, född 21 januari 1877 i Stockholm, död 11 maj 1958 i Växjö, var en svensk veterinär.
Henrik Hasselgren var son till protokollsekreteraren Laurentius (Lars) Constantin Hasselgren. Han avlade mogenhetsexamen i Stockholm 1896 och veterinärexamen 1901. Hasselgren innehade från 1901 olika veterinärförordnanden och var 1904–1909 bataljonsveterinär och från 1909 distriktsveterinär, bland annat 1914–1921 i Lenhovda distrikt i Småland och 1921–1928 i Sala distrikt. 1928–1942 var han länsveterinär i Kronobergs län. Hasselgren blev 1920 filosofie doktor vid universitetet i Washington och 1925 veterinärmedicine doktor vid universitetet i Philadelphia. Förutom fackvetenskapliga arbeten har han utgett populärvetenskapliga arbeten, bland annat om Gotlands djurvärld, om frimureriet och om flöjtspel. Hasselgren var även verksam som kompositör. 1920 reorganiserade han Auroraorden i Stockholm.